# Roberto Molina Pasquel
Roberto Molina Pasquel (* 13. Januar 1908 in Puerto de Veracruz; † 22. September 1977 in Manila) war ein mexikanischer Botschafter.
Roberto Molina Pasquel studierte Rechtswissenschaft und lehrte an der Universidad Nacional Autonoma de Mexico. Roberto Molina Pasquel heiratete Leonor Henríquez und am 19. März 1943 wurde in Mexiko-Stadt ihr Sohn Mario J. Molina geboren. Er wurde mit dem Thema Contempt of Court zum Doktor der Rechtswissenschaften promoviert. Vom 5. Juli 1962 bis 3. Oktober 1966 leitete Molina Pasquel den Lehrstuhl für vergleichende Rechtswissenschaft an der UNAM. 1966 ließ die Partido Revolucionario Institucional den Direktor der UNAM Ignacio Chávez Sánchez durch César Sepúlveda ablösen, was zu Protesten führte, an denen sich auch Molina Pasquel beteiligte.

## Veröffentlichungen
- Desacato a la Corte, 1951
- Contempt of Cort, correcciones diciplinarias y medios de apremio, Fondo de Cultura Económica, 1954

| Vorgänger                                | Amt                                                                        | Nachfolger                          |
| ---------------------------------------- | -------------------------------------------------------------------------- | ----------------------------------- |
| Eugenio de Anzorena                      | mexikanischer Botschafter in Canberra 30. September 1968 bis 1. März 1971  | José Gamas Torruco                  |
| Geschäftsträger Reynaldo Calderón Franco | mexikanischer Botschafter in Addis Abeba Juli 1971 bis Juni 1974           | 2007: Héctor Humberto Valezzi Zafra |
| Ernesto Madero Vázquez                   | mexikanischer Botschafter in Manila 3. Oktober 1974 bis 22. September 1977 | Guillermo Corona Muñoz              |